# Hôpital Sainte-Catherine
L'hôpital Sainte-Catherine est un ancien hôpital démoli en 1853 qui était situé à l’angle des nos 33 bis rue des Lombards et 20 de la rue Saint-Denis dans le 1er arrondissement de Paris .

## Historique
L’ancien « hôpital Sainte-Opportune » fondé en 1181 comme annexe de l’église Sainte-Opportune de l’autre côté de la rue, où étaient logés et soignés les pèlerins, changea de destination au XIIIe siècle et prit le nom d’hôpital Sainte-Catherine. L’hôpital recevait, logeait et nourrissait temporairement les femmes sans asile venue à Paris de province.
Jusque vers 1540-1545, l’hôpital était administré conjointement par les frères de Saint-Augustin et par les sœurs Augustines, ensuite seulement par celles-ci, également nommées les « Catherinettes ».
L’hôpital avait également la mission d’enterrer au cimetière des Saints-Innocents très proche les cadavres trouvés dans les rues de Paris et ceux des noyés dans la Seine déposés à la morgue du Châtelet et transférés à la morgue Sainte-Catherine. En contrepartie des frais d’inhumation, les religieuses vendaient à leur profit les vêtements des morts.
La chapelle de l’hôpital sur la rue Saint-Denis  édifiée vers 1222 et reconstruite en 1479 était le siège du XVe siècle au XVIe siècle  de la confrérie de Saint-Nicolas des apothicaires et des épiciers de Paris.
Les hospitalières de Sainte-Catherine avait leur maison de campagne au niveau du 221 rue Saint-Denis. C'est devenu plus tard la cour Sainte-Catherine avant d'être remplacée par un groupe scolaire.

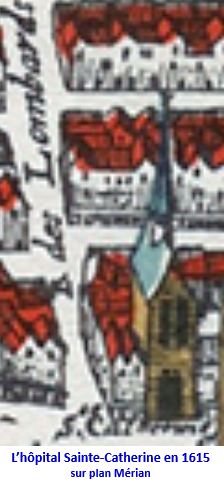
Sur plan de Mérian (1615).
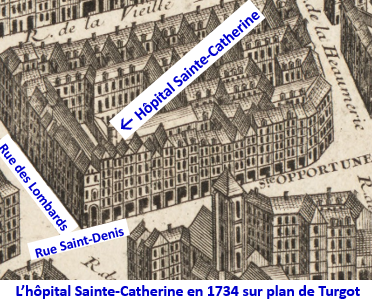
Hôpital Sainte-Catherine sur plan de Turgot (1734).

## La suppression de l'hôpital
Après la  nationalisation des biens du clergé par le décret du 2 novembre 1789, l’hôpital fit partie des biens nationaux  mais la communauté poursuivit son œuvre charitable jusqu’en 1794. L’hôpital fut affecté en 1795 à l’atelier de l’institut national des aveugles travailleurs fondé par Valentin Haüy. Cet atelier fut réuni en 1800 à l’institut des quinze-vingts. La chapelle fut le siège  le 16 décembre 1796 de l’assemblée constitutive d’un culte éphémère, la Théophilanthropie dont Valentin Haüy était un des fondateurs. La chapelle fut rendue au culte catholique en octobre 1800 et la Théophilanthropie interdite en 1803.
Les bâtiments de l’ancien hôpital furent vendus en 1818 puis détruits avec sa chapelle en 1853 lors du percement du boulevard Sébastopol et l’élargissement de la rue Saint-Denis. Des caves voûtées furent découvertes au cours de cette démolition.

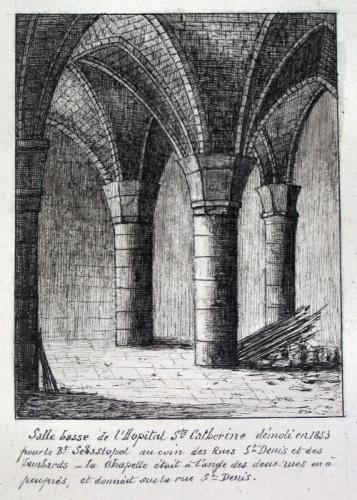
Salle basse.
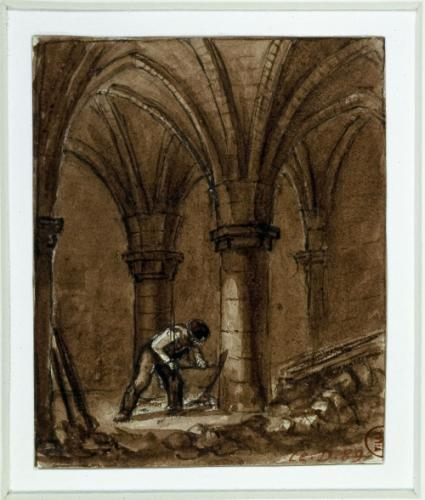
Démolition en 1853.

### Note
1. ↑  Une proposition de rue est indiquée à l’emplacement de l’hôpital sur le plan des artistes établi vers 1795 pour préparer le lotissement des biens nationaux